# 番禺新聞
番禺新闻是番禺区电视台制作的一个电视新闻节目，于1980年代末开播，内容主要播放番禺区新闻为主。

## 播出时间

### 电视版
- 公共（番禺）频道：12:30（普通话版）、16:30（普通话版）、19:30（粤语版）

该频道同时在广州珠江移动城市电视播出，并在短期内落户广州移动频道播出、亦会于短期内登陆广州有线珠江数码甜果时光机顶盒点播时段。而《番禺新闻》联同《番禺在线》、《番禺警讯》节目亦会推出番禺广电安卓和IOS系统APP手机应用程式“番禺视听”供互联网市民重温，该程序可在“番禺台”微信公众号下载。

### 电台版
- 番禺电台：19:30（粤语版）、21:30（粤语版）